# VTLS
VTLS (ang. Virginia Tech Library System) – zintegrowany system biblioteczny produkowany przez amerykańską firmę VTLS Inc.. System ten jest stosowany przez ok. 900 bibliotek w USA, Kanadzie i 32 innych krajach, w tym w 20 polskich bibliotekach naukowych.

## Charakterystyka
System pracuje w architekturze klient-serwer z protokołem Z39.50. W bibliotece jest zainstalowany na serwerze z systemem operacyjnym UNIX i współpracuje z bazą danych Oracle.
- możliwość dostosowania go do potrzeb biblioteki za pomocą odpowiednich ustawień parametrów.
- łatwość zarządzania dzięki systemowi statusów użytkownika i statusów rekordów, raportowaniu zawartości bufora według statusu rekordów, raportowaniu błędów.
- współpraca online z innymi bibliotekami, stosującymi VTLS/VIRTUA.

## Struktura danych w systemie
Rekord bibliograficzny w formacie MARC traktowany jest jako centrum danych bibliotecznych. Wszystkie typy rekordów bezpośrednio lub pośrednio związane są z rekordem bibliograficznym w formacie MARC. 
Typy rekordów:
- khw (kartoteka haseł wzorcowych) w formacie MARC
- opis egzemplarza
- zasób w formacie MARC
- rejestracja wpływów i monitów
- statusy specjalne
- zamówienia
- rezerwacja
- rejestracja wypożyczeń.

Dane bibliograficzne wprowadza się raz, niezależnie od liczby posiadanych przez bibliotekę egzemplarzy danej pozycji. Dla każdego egzemplarza dokumentu tworzony jest rekord egzemplarza. 

## Uprawnienia użytkowników
- aktywni (pracownicy pracujący w systemie)
- bierni (czytelnicy)